# 小別拉亞河
小別拉亞河是俄羅斯的河流，屬於別拉亞河的右支流，由布里亞特共和國和伊尔库茨克州負責管轄，河道全長189公里，流域面積6,020平方公里，每年十一月至翌年五月結冰。